# Washington Capitols
O Washington Capitols foi um time de basquetebol localizado em Washington, D.C.. Iniciou suas atividades em 1946, pela Basketball Association of America, sendo treinado pelo consagrado Red Auerbach (até 1949), onde chegou na final em 1949. Quando a BAA fundiu-se com a National Basketball Association, o Capitols foi para a NBA onde não obteve desempenho agradável o suficiente para continuar suas atividades, extinguindo-se em 9 de janeiro de 1951.

## Trajetória
| Temporada                 | V                         | D                         | %                         | Playoffs                  | Resultado                        |
| Washington Capitols (BAA) | Washington Capitols (BAA) | Washington Capitols (BAA) | Washington Capitols (BAA) | Washington Capitols (BAA) | Washington Capitols (BAA)        |
| ------------------------- | ------------------------- | ------------------------- | ------------------------- | ------------------------- | -------------------------------- |
| 1946–47                   | 49                        | 11                        | 0.817                     | 2–4                       | Perdeu nas semifinais            |
| 1947–48                   | 28                        | 20                        | 0.583                     | 0–1                       | Perdeu nas finais da divisão     |
| 1948–49                   | 38                        | 22                        | 0.633                     | 6–5                       | Perdeu nas finais da BAA         |
| Washington Capitols (NBA) |                           |                           |                           |                           |                                  |
| 1949–50                   | 32                        | 36                        | 0.471                     | 0–2                       | Perdeu nas semifinais da divisão |
| 1950–51                   | 10                        | 25                        | 0.286                     | Não se classificou        |                                  |